# Marie Jeanne Husson
Marie Jeanne Husson (ca. 1712-Oudenaarde, 1780) was een Vlaams zilversmid.

## Biografie
Marie Jeanne Husson is de tweede echtgenote van de Oudenaardse zilversmid Philippe van den Hende (1701-1759). Het huwelijk vond plaats op 3 juli 1739. Zij zette na het overlijden van haar echtgenoot op 31 januari 1759 het atelier verder en gebruikt het meesterteken met de heraldische arend. Dat meesterteken komt voor op zilverwerk tot 1788. Marie Jeanne Husson was toen al acht jaar overleden. Haar stiefzoon Ludovicus van den Hende (1727/28-1773) was vanaf 1757 actief als edelsmid in Gent en gebruikte daar een gelijkaardig meesterteken. Marie Jeanne Husson baatte ook een kousenwinkel uit.

## Werken
In 1762 vervaardigde Marie Jeanne Husson een paar zilveren tafelkandelaars. Het werk is opgenomen in de collectie van het DIVA-museum in Antwerpen.